# Izborne jedinice za Europski parlament
Članove Europskog parlamenta (engleski: Members of the European parliament - MEP) svakih pet godina biraju stanovnici država članica Europske unije (EU) s pravom glasa. Europski izborni zakon iz 2002. omogućava državama članicama slobodu da same odrede izborne jedinice (francuski: circonscriptions électorales, njemački: Wahlkreise, talijanski: circoscrizioni elettorali, švedski: Valkretsar) za izbore za Europski parlament prema različitim principima.
Većina zemalja EU ima jedinstvenu nacionalnu izbornu jedinicu za izbor vlastitih zastupnika koja pokriva cijelu zemlju. Belgija i Irska podijeljene su više izbornih jedinica, a izborni se rezultati izračunavaju zasebno u svakoj jedinici. Njemačka, Italija i Poljska podijeljene su na više izbornih jedinica, pri čemu se broj zastupnika određuje na nacionalnoj razini nakon razmjerno glasovima u svakoj općini.
Francuska je podijeljena na 8 različitih izbornih jedinica od 2004. do 2019. godine, ali promjenom izbornog zakona jedinice su ukinute i sada je cijeli teritorij Francuske jedna izborna jedinica. Danska je imala posebnu izbornu jedinicu za Grenland do 1985. godine, ali se autonomni teritorij Grenlanda povukao iz EEZ-a. Kasnije je ponovo primljen u Europsku uniju i postao dio jedinstvene izborne jedinice s Danskom.
Trenutno se u svim izbornim jedinicama koriste različiti oblici proporcionalnog izbornog sustava, osim izbornog kolegija u germanofonom području Belgije, koji koristi većinski izborni sustav. Europski parlament u svojoj cjelini ne zastupa proporcionalno stanovništvo EU, jer se mjesta dodjeljuju degresivnom proporcionalnošću što uvelike favorizira male zemlje članice.

## Popis izbornih jedinica
| Izborna jedinica                                    | Država članica    | Područje/zajednica | Mjesta u Parlamentu | Mjesta u Parlamentu | Stanovništvo, 2012. (u tisućama) | Stanovništvo, 2012. (u tisućama) | Područje (km2) | Područje (km2)      |
| Izborna jedinica                                    | Država članica    | Područje/zajednica | u trenutku izbora   | trenutno            | ukupno                           | po trenutnom mjestu              | ukupno         | po trenutnom mjestu |
| --------------------------------------------------- | ----------------- | --- | ------------------- | ------------------- | -------------------------------- | -------------------------------- | -------------- | ------------------- |
| Austrija                                            | Austrija          | (cijeli teritorij) | 18                  | 19                  | 8430                             | 444                              | 83 879         | 4415                |
| Izborna jedinica nizozemskog govornog područja      | Belgiija          | Flamanska zajednica | 12                  | 12                  | 6389                             | 532                              | 13 521         | 1127                |
| Frankofona izborna jedinica                         | Belgiija          | Frankofona zajednica u Belgiji | 8                   | 8                   | 4663                             | 583                              | 16 152         | 2019                |
| Germanofona izborna jedinica                        | Belgiija          | Germanofona zajednica u Belgiji | 1                   | 1                   | 77                               | 77                               | 854            | 854                 |
| Bugarska                                            | Bugarska          | (cijeli teritorij) | 17                  | 17                  | 7306                             | 430                              | 110 900        | 6524                |
| Hrvatska                                            | Hrvatska          | (cijeli teritorij) | 11                  | 12                  | 4269                             | 356                              | 56 594         | 4716                |
| Cipar                                               | Cipar             | (cijeli teritorij) | 6                   | 6                   | 864                              | 144                              | 9251           | 1542                |
| Češka                                               | Češka             | (cijeli teritorij) | 21                  | 21                  | 10 511                           | 501                              | 78 866         | 3756                |
| Danska                                              | Kraljevina Danska | (cijeli teritorij) | 13                  | 14                  | 5592                             | 399                              | 42 916         | 3065                |
| Estonija                                            | Estonija          | (cijeli teritorij) | 6                   | 7                   | 1323                             | 189                              | 45 227         | 6461                |
| Finska                                              | Finska            | (cijeli teritorij) | 13                  | 14                  | 5414                             | 387                              | 338 435        | 24 174              |
| Francuska                                           | Francuska         | (cijeli teritorij) | 74                  | 79                  | 66 233                           | 838                              | 656 412        | 8309                |
| Njemačka                                            | Njemačka          | (cijeli teritorij) | 96                  | 96                  | 81 932                           | 853                              | 357 162        | 3720                |
| Grčka                                               | Grčka             | (cijeli teritorij) | 21                  | 21                  | 11 093                           | 528                              | 131 957        | 6284                |
| Mađarska                                            | Mađarska          | (cijeli teritorij) | 21                  | 21                  | 9920                             | 472                              | 93 024         | 4430                |
| Dublin                                              | Irska             | grofovije Dún Laoghaire–Rathdown, Fingal i južni Dublin i grad Dublin | 3                   | 4                   | 1271                             | 318                              | 921            | 230                 |
| Srednja Irska i Sjeverozapadna Irska                | Irska             | grofovije Cavan, Donegal, Galway, Kildare, Leitrim, Longford, Louth, Mayo, Meath, Monaghan, Roscommon, Sligo, Westmeath | 4                   | 4                   | 1635                             | 409                              | 37 282         | 9321                |
| Južna Irska                                         | Irska             | grofovije Carlow, Clare, Cork, Kilkenny, Kerry, Laois, Limerick, Offaly, Tipperary, Waterford, Wexford, Wicklow | 4                   | 5                   | 1675                             | 335                              | 31 935         | 6387                |
| Sjeverozapadna Italija                              | Italija           | Valle d'Aosta, Liguria, Lombardija, Piemont | 20                  | 20                  | 15 807                           | 790                              | 57 928         | 2896                |
| Sjeveroistočna Italija                              | Italija           | Emilia-Romagna, Friuli-Venezia Giulia, Trentino-Alto Adige, Veneto | 14                  | 15                  | 11 482                           | 765                              | 62 327         | 4155                |
| Središnja Italija                                   | Italija           | Lazio, Marche, Toskana, Umbrija | 14                  | 15                  | 11 637                           | 776                              | 58 084         | 3872                |
| Južna Italija                                       | Italija           | Abruzzo, Apulija, Basilicata, Kalabrija, Kampanija, Molise | 17                  | 18                  | 13 975                           | 776                              | 73 800         | 4100                |
| Talijanski otoci                                    | Italija           | Sardinija, Sicilija | 8                   | 8                   | 6639                             | 830                              | 49 932         | 6242                |
| Latvija                                             | Latvija           | (cijeli teritorij) | 8                   | 8                   | 2034                             | 254                              | 64 573         | 8072                |
| Litva                                               | Litva             | (cijeli teritorij) | 11                  | 11                  | 2988                             | 272                              | 65 300         | 5936                |
| Luksemburg                                          | Luksemburg        | (cijeli teritorij) | 6                   | 6                   | 531                              | 88                               | 2586           | 431                 |
| Malta                                               | Malta             | (cijeli teritorij) | 6                   | 6                   | 420                              | 70                               | 316            | 53                  |
| Nizozemska                                          | Nizozemska        | (cijeli teritorij) | 26                  | 29                  | 16 755                           | 578                              | 41 540         | 1432                |
| Pomeransko vojvodstvo                               | Poljska           | Pomeransko vojvodstvo | 3                   | 3                   | 2287                             | 762                              | 18 310         | 6103                |
| Kujavsko-pomeransko vojvodstvo                      | Poljska           | Kujavsko-pomeransko vojvodstvo | 2                   | 2                   | 2097                             | 1049                             | 17 972         | 8986                |
| Podlasko vojvodstvo i Varminsko-mazursko vojvodstvo | Poljska           | Podlasko vojvodstvo i Varminsko-mazursko vojvodstvo | 3                   | 3                   | 2651                             | 884                              | 44 360         | 14 787              |
| Varšava                                             | Poljska           | Grad Varšava i dio Mazovjeckog vojvodstva : Grodzisk Mazowiecki, Legionowo, Nowy Dwór Mazowiecki, Otwock, Piaseczno, Pruszków, Zapadna Varšava i Wołomin) | 6                   | 6                   | 2795                             | 466                              | 11 205         | 1868                |
| Mazovjecko vojvodstvo                               | Poljska           | Ostatak Mazovjeckog vojvodstva: Ciechanów, Gostyń, Mława, Płock, Płońsk, Przasnysz, Sierpc, Sochaczew, Żuromin, Żyrardów, Białobrzegi, Grójec, Kozienice, Lipsko, Przysucha, Radom, Szydłowiec, Zwoleń, Garwolin, Łosice, Maków, Mińsk, Ostrołęka, Ostrów Mazowiecka, Pułtusk, Siedlce, Sokołów, Węgrów, Wyszków) | 3                   | 3                   | 2499                             | 833                              | 24 353         | 8118                |
| Vojvodstvo Lodz                                     | Poljska           | Vojvodstvo Lodz | 3                   | 3                   | 2529                             | 843                              | 18 219         | 6073                |
| Velikopoljsko vojvodstvo                            | Poljska           | Velikopoljsko vojvodstvo | 5                   | 5                   | 3350                             | 670                              | 15 183         | 3037                |
| Lublinsko vojvodstvo                                | Poljska           | Lublinsko vojvodstvo | 3                   | 3                   | 2169                             | 732                              | 25 122         | 8374                |
| Potkarpatsko vojvodstvo                             | Poljska           | Potkarpatsko vojvodstvo | 3                   | 3                   | 2129                             | 710                              | 17 846         | 5949                |
| Malopoljsko vojvodstvo i Svetokriško vojvodstvo     | Poljska           | Malopoljsko vojvodstvo i Svetokriško vojvodstvo | 5                   | 6                   | 4735                             | 789                              | 41 537         | 6923                |
| Šlesko vojvodstvo                                   | Poljska           | Šlesko vojvodstvo | 7                   | 7                   | 4621                             | 660                              | 12 333         | 1762                |
| Donjošlesko vojvodstvo i Opolsko vojvodstvo         | Poljska           | Donjošlesko vojvodstvo i Opolsko vojvodstvo | 4                   | 4                   | 3928                             | 982                              | 29 359         | 7340                |
| Lubusko vojvodstvo i Zapadnopomeransko vojvodstvo   | Poljska           | Lubusko vojvodstvo i Zapadnopomeransko vojvodstvo | 4                   | 4                   | 2745                             | 686                              | 36 880         | 9220                |
| Portugal                                            | Portugal          | (cijeli teritorij) | 21                  | 21                  | 10 515                           | 501                              | 92 212         | 4391                |
| Rumunjska                                           | Rumunjska         | (cijeli teritorij) | 32                  | 33                  | 21 385                           | 648                              | 238 391        | 7224                |
| Slovačka                                            | Slovačka          | (cijeli teritorij) | 13                  | 14                  | 5408                             | 386                              | 49 036         | 3503                |
| Slovenija                                           | Slovenija         | (cijeli teritorij) | 8                   | 8                   | 2057                             | 257                              | 20 273         | 2534                |
| Španjolska                                          | Španjolska        | (cijeli teritorij) | 54                  | 59                  | 46 773                           | 793                              | 505 991        | 8576                |
| Švedska                                             | Švedska           | (cijeli teritorij) | 20                  | 21                  | 9519                             | 453                              | 438 576        | 20 885              |
| Ukupno                                              | Ukupno            | Ukupno | 751                 | 705                 | 445 056                          | 631                              | 4 238 831      | 6013                |

- ^  Zbog izlaska Ujedinjenog Kraljevstva iz Europske unije, izborne jedinice Ujedinjenog Kraljevstva su ukinute 2020. godine.

## Vanjske poveznice
- Činjenice o Europskoj uniji
- Izbori za Europski parlament, 2004. (Belgija) - izborni zakon
- Izbori za Europski parlament, 2004. (Finska) - izborni zakon
- Izbori za Europski parlament, 2004. (Francuska) - izborni zakon
- Izbori za Europski parlament, 2004. (Irska) - izborni zakon
- Izbori za Europski parlament, 2004. (Poljska) - izborni zakon
- Izbori za Europski parlament, 2004. (Ujedinjeno Kraljevstvo) - izborni zakon